# 보푸사츠와나
보푸사츠와나 공화국(츠와나어: Repaboleki ya Bophuthatswana 레파볼레키 야 보푸사츠와너)는 남아프리카공화국 내에 있던 나라로, 츠와나족이 다수를 차지하였다. 이 나라는 남아프리카공화국이 아파르트헤이트에 따라 성립시킨 괴뢰국, 즉 반투스탄이었다.

## 역사
1976년 남아프리카공화국 정부는 헨드릭 페르부르트가 주장했던 '거주구역법'에 따라 흑인들을 황무지로 쫓아냈다. 그 후 이 곳을 독립시켰다.
몇 번 쿠데타가 일어났으나 실패로 돌아갔고, 아파르트헤이트가 완전 종식된 1994년에 남아프리카공화국에 다시 합병되었다.

## 언어
츠와나어, 영어, 아프리칸스어가 공용어였다.

## 외교권
남아프리카공화국의 괴뢰국이었기 때문에 외교권이 없었다. 오로지 남아프리카 공화국만이 국가로 승인했으며, 다른 국가들로부터는 승인을 받지 못했다.

## 같이 보기
- 반투스탄
- 괴뢰정권
- 위성국